# مانیا قازاریان
مانیا میکائیلی قازاریان (ارمنی: Մանյա Միքայելի Ղազարյան؛ زادهٔ ۲۰ ژانویهٔ ۱۹۲۴ - درگذشته ۸ مارس ۱۹۹۸) تاریخ‌نگار هنر اهل ارمنستان بود.

## زندگی‌نامه
وی در ۲۰ ژانویهٔ ۱۹۲۴در تفلیس به دنیا آمد و از انستیتو دولتی هنری و نمایشی ایروان فارغ‌التحصیل گشت. وی برنده جوایزی همچون چهره هنری شایسته ارمنستان شوروی () شد. وی در ۸ مارس ۱۹۹۸ در سن ۷۴ سالگی در ایروان درگذشت.

## کتابشناسی
- فرش ارمنی. مسکو: [بینا]، ۱۹۸۵.
- هنر نقاشی جلفای نو (جلفای اصفهان)، مترجم ادیک گرمانیک، انتشارات هویک ادگاریان، ۱۳۶۳[۱]